# Cantón de Pointe-Noire
El cantón de Pointe-Noire era una división administrativa francesa, que estaba situada en el departamento de Guadalupe y la región de Guadalupe.

## Composición
El cantón estaba formado por la comuna que le daba su nombre:
- Pointe-Noire

## Supresión del cantón de Pointe-Noire
En aplicación del Decreto nº 2014-235 de 24 de febrero de 2014, el cantón de Pointe-Noire fue suprimido el 22 de marzo de 2015 y su comuna pasó a formar parte del nuevo cantón de Sainte-Rose-1.